# Premiér Čínské republiky
Předseda vlády, oficiálně předseda výkonného jüanu (čínsky pchin-jinem Xíngzhèng Yuàn Yuànzhǎng, znaky zjednodušené 行政院院长, tradiční 行政院院長), Čínské republiky je hlavou vlády Čínské republiky, nejvyšším orgánem výkonné moci a administrativy Čínské republiky (Tchaj-wanu) a jednou z pěti složek státní moci Čínské republiky, vedle mocí zákonodárné, soudní kontrolní a zkušební.

## Historie

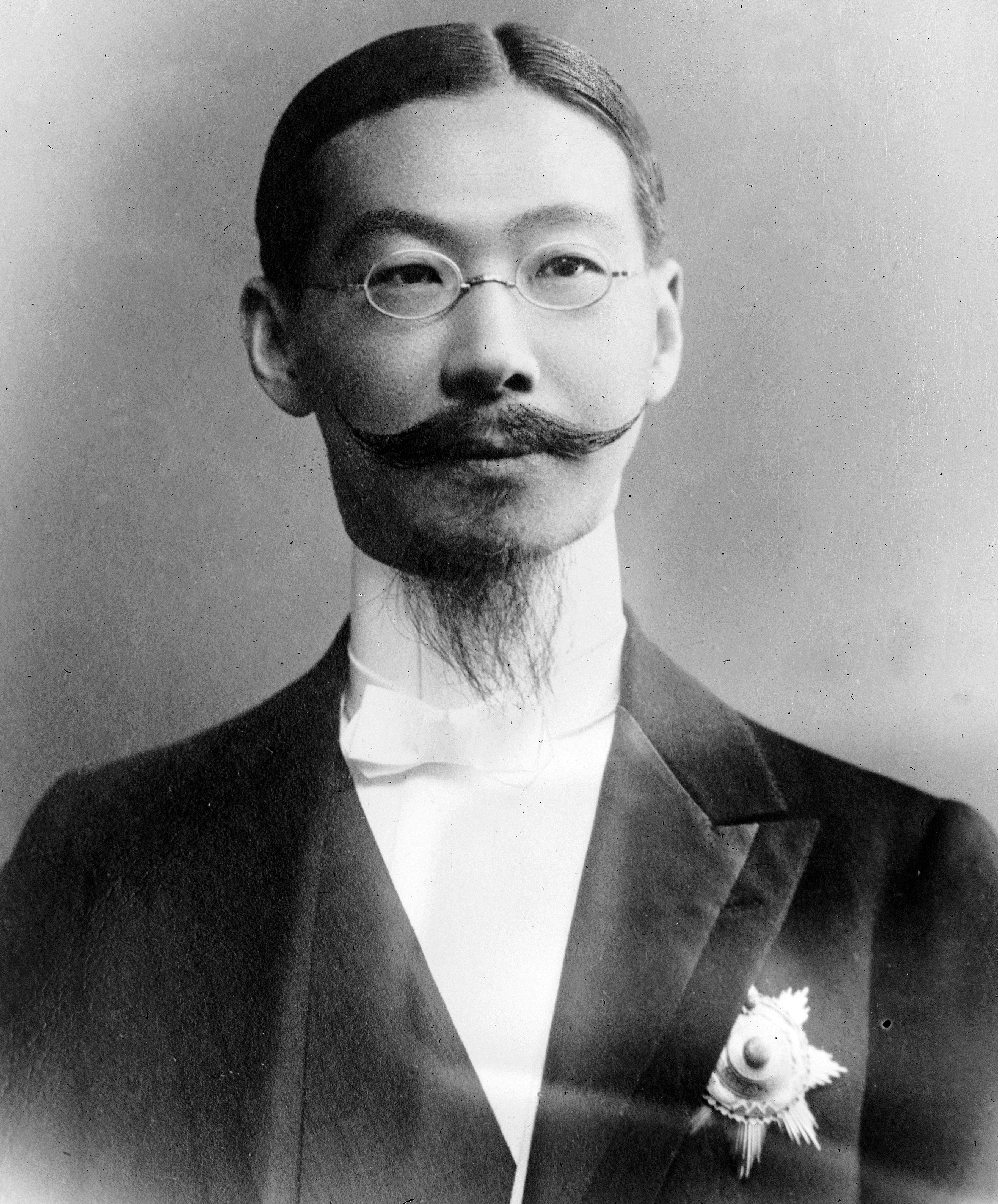
Lu Čeng-siang, druhý premiér Čínské republiky

Úřad premiéra Čínské republiky vznikl se vznikem republiky roku 1912 jako předseda vlády čínsky pchin-jinem nèigé zǒnglǐ, znaky zjednodušené 内阁总理, tradiční 內閣總理), roku 1914 dostal název státní tajemník (čínsky pchin-jinem guówù qīng, znaky zjednodušené 国务卿, tradiční 國務卿), roku 1916 předseda státní rady (čínsky pchin-jinem guówù zǒnglǐ, znaky zjednodušené 国务总理, tradiční 國務總理). Roku 1928 kuomintangský režim zřídil výkonný jüan v čele s předsedou jako ústřední orgán státní administrativy a výkonné moci

## Úřad
Předseda výkonného jüanu je jmenován prezidentem Čínské republiky. Předsedá výkonnému jüanu (vládě), kromě jeho osoby sestávající ještě z místopředsedů a ministrů, které na jeho návrh jmenuje prezident. Premiér prezentuje vládní politiku a podává zprávy zákonodárnému jüanu (parlamentu), odpovídá na dotazy a interpelace zákonodárců, může požádat prezidenta o vetování zákona schváleného parlamentem (který může veto přehlasovat dvoutřetinovou většinou). S prezidentem premiér spolupodepisuje zákony. Premiér musí rezignovat, vyjádří-li mu parlament nedůvěru. 